# Гіларі Гонг
Гіларі Гонг Чуква (англ. Hilary Gong Chukwah, нар. 10 жовтня 1998, Заван, Нігерія) — нігерійський футболіст, форвард нідерландського клубу «Вітесс».

## Ігрова кар'єра
Гіларі Гонг народився в Нігерії і почав займатися футболом у місцевому клубі «ГБС Академі». Згодом він переїхав до Європи, де у 2017 році підписав контракт із словацьким клубом «Тренчин». Вже у квітня Гонг дебютував у новому клубі, а ще через місяць відмітився першим забитим голом. Також Гонг показував результативну гру за «Тренчин» у матчах кваліфікації Ліги Європи.
Влітку 2018 року Гіларі Гонг підписав чотирирічний контракт з нідерландським «Вітессом».